# Plougar
Plougar är en kommun i departementet Finistère i regionen Bretagne i västra Frankrike. Kommunen ligger i kantonen Plouescat som tillhör arrondissementet Morlaix. År 2022 hade Plougar 790 invånare.

## Befolkningsutveckling
Antalet invånare i kommunen Plougar
Referens:INSEE